# 金星廷达蛤
金星廷达蛤（学名：Tindaria jinxingae），是弯锦蛤目袖珍碎蛤科袖珍碎蛤属的一种。主要分布于中国大陆，常栖息在水深550米软泥底。